# Muscle Beach Party
Muscle Beach Party (bra: Quanto Mais Músculos, Melhor) é um filme estadunidense de 1964, uma comédia romântico-musical produzida pela American International Pictures e dirigida por  William Asher.
É o segundo da série de sete filmes da Turma da Praia. Dick Dale and the Del-Tones e Stevie Wonder (creditado como "Little Stevie Wonder") aparecem em números musicais.

## Elenco principal
- Frankie Avalon....Frankie
- Annette Funicello....Dee Dee
- Luciana Paluzzi....Condessa Juliana
- John Ashley....Johnny
- Don Rickles....Jack Fanny
- Jody McCrea
- Dick Dale....Ele próprio
- Candy Johnson....Candy
- Rock Stevens....Flex Martian
- Valora Noland ....	Animal
- Delores Wells....Sniffles
- Donna Loren....Donna
- Morey Amsterdam....Cappy
- Little Stevie Wonder....Ele próprio
- Buddy Hackett ....S.Z. Matts
- Peter Lorre...Senhor Strangdour

## Sinopse
Frankie, Dee Dee e o resto da Turma da Praia chegam à Malibu para mais umas férias de verão. Na praia, eles entram em conflito com uma gangue de fisiculturistas liderada pelo treinador Jack Fanny. Pouco depois, a rica condessa italiana Julie chega de iate à praia, em busca de um romance com o Mister Galáxia Flex Martian, um dos homens treinados por Fanny. Mas ela desiste do halterofilista quando conhece Frankie e tenta separá-lo de Dee Dee.

## Música
A trilha sonora original do filme foi composta por Les Baxter.
Roger Christian, Gary Usher e Brian Wilson (dos The Beach Boys) escreveram seis canções para o filme: "Surfer's Holiday" cantada por Frankie Avalon, Annette Funicello e a turma; "Runnin' Wild" por Frankie Avalon; "My First Love" e "Muscle Beach Party", ambas interpretadas por Dick Dale and His Del-Tones; "Muscle Bustle" cantada por Donna Loren acompanhada de Dick Dale and His Del-Tones; e "Surfin' Woodie" com  Dick Dale e a turma.
Guy Hemric e Jerry Styner escreveram duas canções para o filme: "Happy Street" interpretada por Stevie Wonder; e "A Girl Needs a Boy" com primeira interpretação de Annette Funicello, depois repetida por Frankie Avalon como "A Boy Needs a Girl".